# Rombas
Rombas (niem. Rombach) – miejscowość i gmina we Francji, w regionie Grand Est, w departamencie Mozela.
Według danych na rok 1990 gminę zamieszkiwały 10 844 osoby, a gęstość zaludnienia wynosiła 928 osób/km² (wśród 2335 gmin Lotaryngii Rombas plasuje się na 29. miejscu pod względem liczby ludności, natomiast pod względem powierzchni na miejscu 494.).